# Ван Шишень
Ван Шишень (汪士慎, 1686 — 1759) — китайський художник та каліграф часів династії Цін, представник ґуртка «Вісім диваків з Янчжоу».

## Життєпис
Народився у 1686 році у м. Сюйнін (провінція Аньхой). Походив з бідної родини. Замолоду захопився живописом. У 1730 році перебрався до Янчжоу. Незабаром став відомим й шанованим художником. Завдяки успішному продажу картин здобув значні статки. Серед його друзів були Хуа Янь і Цзін Нун, з якими Ван Шишень спілкувався, обмінювався віршами і картинами. Після 1752 він осліп і став кульгати на одну ногу, але тим не менше залишився в силах малювати. До кінця життя Ван Шишень працював в Янчжоу, де й помер у 1759 році.

## Творчість
Відрізнявся своїми успіхами в каліграфії і епіграфікі, а також умінням зображувати квіти сливи. Був відомий завдяки так званому «божевільному» рукописному стилю, який вимагав безперервного написання тексту. Звичайно ж він продовжив малювати квіти сливи. Цзінь Нун говорив, що найкращою в його кольорах сливи була їхня незліченна кількість і щільність, дивлячись на подібні роботи, здається, ніби «опиняєшся на мосту Ба під час сніжної хуртовини, коли вітер раптом доносить холодні й освіжаючі пахощі тисяч пелюсток». Також Ван Шишень непогано міг зображувати людські фігури.